# Helavadites elegantulus
Helavadites elegantulus är en skalbaggsart som först beskrevs av August Reichensperger 1939.  Helavadites elegantulus ingår i släktet Helavadites och familjen stumpbaggar. Inga underarter finns listade i Catalogue of Life.